# エジプトの国立公園

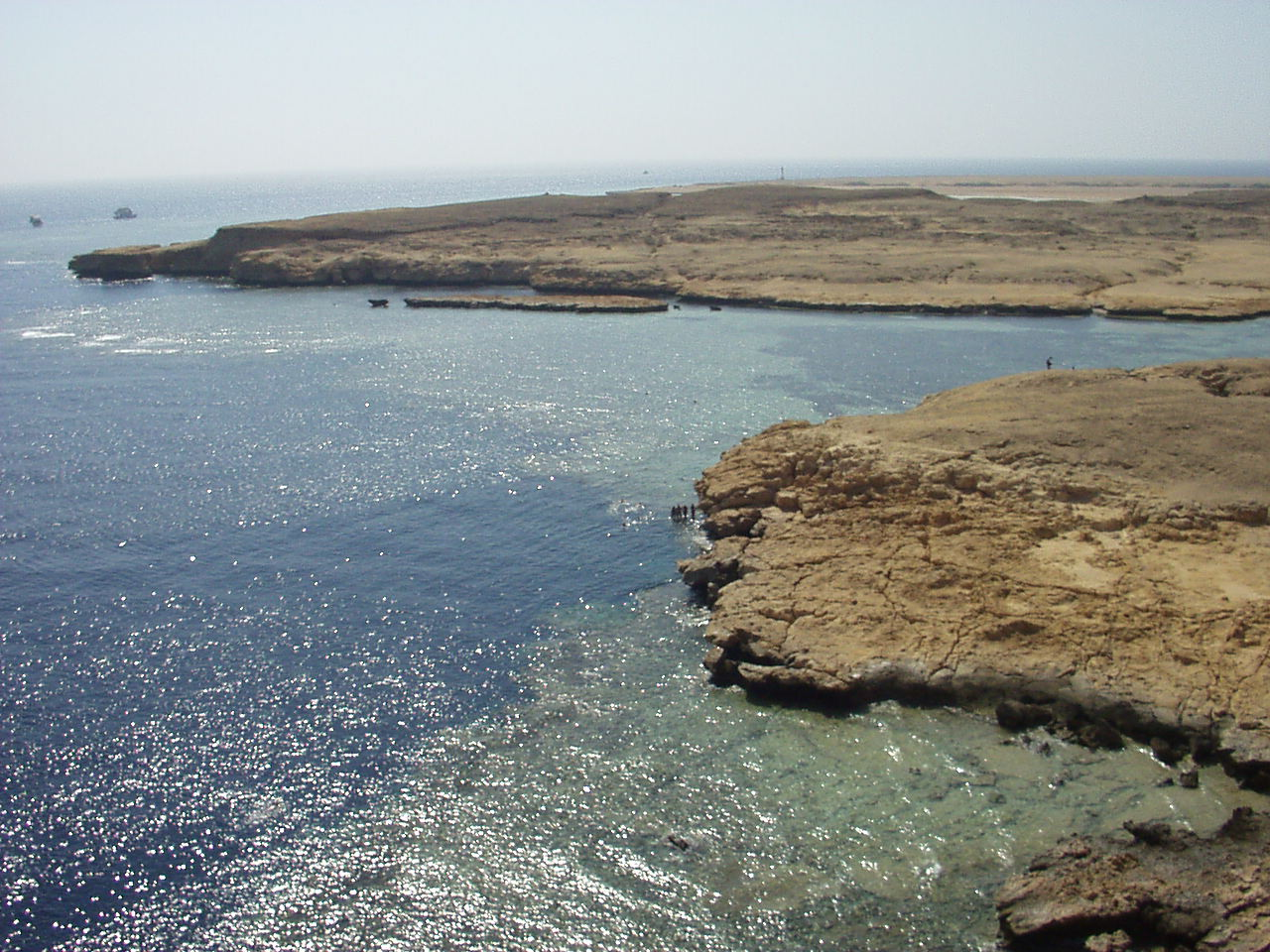
ラスムハンマド国立公園で。

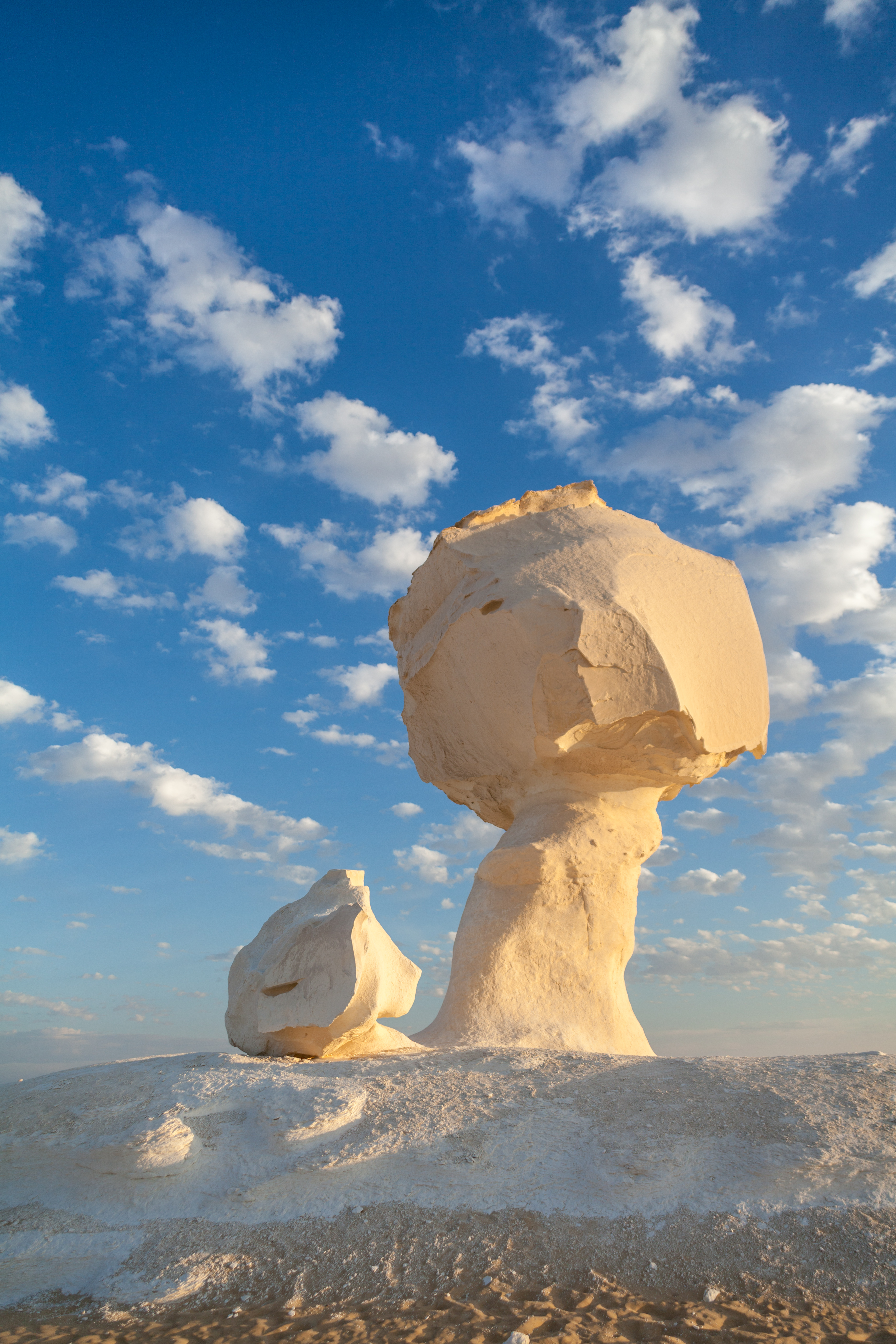
白砂漠国立公園で。

エジプトの国立公園（エジプトのこくりつこうえん、英語: National parks of Egypt）は、エジプトの国立公園に関して記述する。

## 概要
エジプトでは、1980年代に多くの保護区が設定されて、現在その内21か所が国立公園と呼ばれている。国立公園を含む保護区は、環境省（Ministry of Environment）のエジプト環境事項局（Egyptian Environmental Affairs Agency）が担当している。

## 一覧
以下に、エジプトの国立公園を、その名称またはその元になった関連日本語記事があるものを中心に、あいうえお順に列挙する。
- カテリーナ山国立公園
- シワ・オアシス国立公園
- 白砂漠国立公園 (White Desert National Park)
- タバ国立公園
- ラスムハンマド国立公園 (Ras Muhammad National Park)

## 参照項目
- 国立公園
- エジプトの世界遺産